# Maria Josepha von Sachsen (1867–1944)

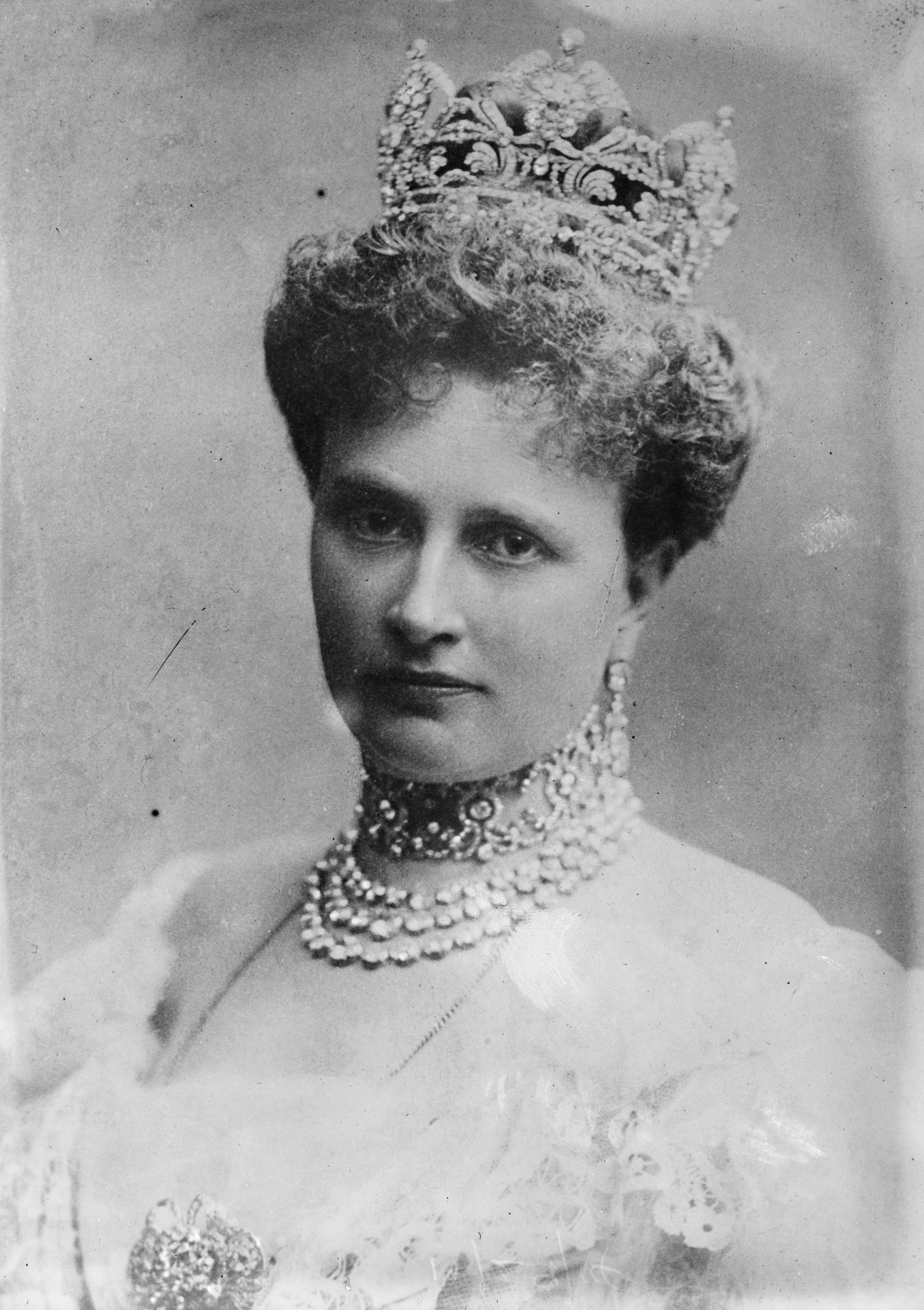
Maria Josepha von Sachsen (um 1910)

Maria Josepha Luise Philippine Elisabeth Pia Angelika Margarete Prinzessin von Sachsen, Erzherzogin von Österreich (* 31. Mai 1867 in Dresden; † 28. Mai 1944 in Schloss Wildenwart, Chiemgau), war die Mutter des letzten Kaisers von Österreich und Königs von Ungarn, Karl I.

## Leben
Maria Josepha war eine Tochter des späteren Königs Georg I. von Sachsen und der Infantin Maria Anna von Portugal (1843–1884). Ihr Elternhaus war streng katholisch geprägt.

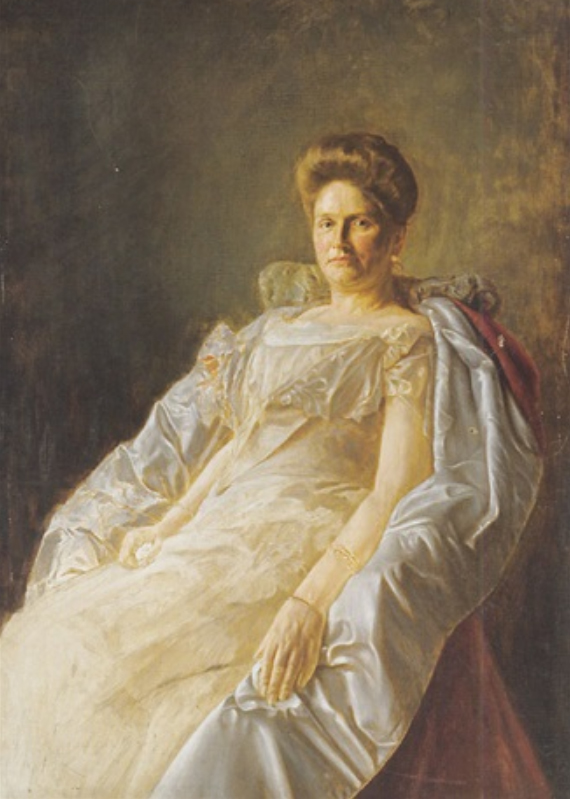
Erzherzogin Maria Josepha – Berthold Dominik Lippay (1864–1919)

Persönliches Wappen mit dem spanischen Marien-Louisen-Orden

Sie heiratete mit 19 Jahren am 2. Oktober 1886 in Dresden Erzherzog Otto Franz Joseph von Österreich, einen Sohn von Kaiserbruder Erzherzog Karl Ludwig von Österreich und Maria Annunziata von Neapel-Sizilien. Dem war ein Skandal vorausgegangen: Nachdem Erzherzog Franz Ferdinand sowohl Maria Josepha als auch deren ältere Schwester Mathilde als Braut abgelehnt hatte, sprang sein jüngerer Bruder Otto gewissermaßen als „Ersatz“ ein, um einen diplomatischen Eklat zu vermeiden. 1887 gebar Maria Josepha auf Schloss Persenbeug in Niederösterreich ihren ersten Sohn Karl, den späteren letzten Herrscher von Österreich-Ungarn. 1895 kam in Wien ihr zweiter Sohn Maximilian Eugen zur Welt.
Die Ehe mit Erzherzog Otto, der zahlreiche außereheliche Affären hatte, verlief für die religiöse Maria Josepha zunehmend unglücklich; ihr Gatte bezeichnete sie wegen ihrer Frömmigkeit abfällig als „Nonne“. Sie war bemüht, ihren Söhnen eine christlich geprägte Erziehung zu geben. Sie förderte über Jahre hinweg die Initiativen der Maria Theresia Ledóchowska, die Sklaverei in Afrika zu beenden und nahm als „Patronin“ an den Veranstaltungen der Petrus Claver-Sodalität teil.
Laut den Tagebüchern ihres Schwiegervaters, Erzherzog Karl Ludwig, soll Maria Josepha in den ersten Jahren wenig Interesse an ihren Kindern gezeigt und dem gesellschaftlichen Leben den Vorzug gegeben haben. Auch auf ihren zahlreichen Reisen nahm sie die Kinder nicht mit, deren Erziehung, wie damals im Hochadel üblich, überwiegend in der Hand von Kindermädchen und Erziehern lag. Versuche des Großvaters Karl Ludwig, Mutter und Kinder einander näherzubringen, blieben weitgehend ohne Erfolg. Zeitgenössische Presseberichte, die die Mütterlichkeit der Erzherzogin in den leuchtendsten Farben malen, tragen deutlich propagandistischen Charakter.
Nachdem ihr Ehemann Otto im Jahre 1906 41-jährig an der Syphilis gestorben war, blieb Maria Josepha unverheiratet. Allerdings galt der Burgschauspieler Otto Tressler als ein enger Freund; den beiden wurde eine heimliche Beziehung nachgesagt. Erzherzogin Maria Josepha erhielt nach dem Tod ihres Mannes und der unebenbürtigen Hochzeit ihres Schwagers Franz Ferdinand im Jahr 1900, wodurch Erzherzog Otto zum Zweiten in der Thronfolge avanciert war, größere öffentliche Anerkennung. Sie selbst bemühte sich, ihr Auftreten „majestätischer“ wirken zu lassen. Im Jahre 1911 taufte sie den größten österreichischen Ozeandampfer, die Kaiser Franz Joseph I. der Reederei Austro-Americana.
Erich Graf Kielmansegg erwähnt in seinen Memoiren, dass Maria Josepha sehr häufig Protektorate für religiöse Vereine übernahm und der Christlichsozialen Partei Karl Luegers nahe stand. Sie soll bei einigen Parteiveranstaltungen dabei gewesen und von der Partei regelrecht als ein Aushängeschild benützt worden sein. Auch die Protegierung des Wiener Bürgermeisters Richard Weiskirchner als ein Nachfolger Luegers geht laut Kielmansegg auf dessen engen Kontakt zur Erzherzogin zurück. Weiters fungierte Maria Josepha als Schirmherrin des nach ihr benannten Josefinums (damals Kärntnerische Idiotenanstalt Maria Josefinum) in Klagenfurt.
Nach der Ermordung des Thronfolgers Franz Ferdinand im Juni 1914 in Sarajevo trat ihr Sohn Karl die Thronfolge an; sie war also nun die Mutter des künftigen Kaisers. Karl bestieg nach dem Tod Kaiser Franz Josephs I. im November 1916 den Thron. Im Ersten Weltkrieg pflegte Maria Josepha in ihrem Palais Augarten, in dem sie ein Lazarett eingerichtet hatte, Kriegsverwundete. Im November 1918 musste ihr Sohn Karl I. in Deutschösterreich und in Ungarn auf die Ausübung seines Herrscheramts verzichten. Im März 1919 begleitete Maria Josepha ihn und seine Frau Zita ins Exil in der Schweiz. Da sie nicht bereit war, den durch das Habsburgergesetz vom 3. April 1919 geforderten Verzicht auf die Herrschaftsansprüche des Hauses Habsburg zu erklären, blieb ihr die Rückkehr nach Österreich versagt. Am 1. April 1922 starb Karl auf Madeira; an seiner am 5. April 1922 dort erfolgten Beisetzung konnte seine Mutter nicht teilnehmen.
Erzherzogin Maria Josepha wurde nach dem Ende der österreichischen Monarchie in Bayern ansässig und wohnte in Geiselgasteig bei München. Sie lebte zurückgezogen und starb am 28. Mai 1944 mit 76 Jahren, ausquartiert wegen der Bombardierungen, bei der vormaligen bayerischen Königsfamilie auf Schloss Wildenwart im Chiemgau. Sie wurde in der Wiener Kaisergruft beigesetzt, Kardinal Innitzer stand dem Bestattungsritus vor.

### Bilder

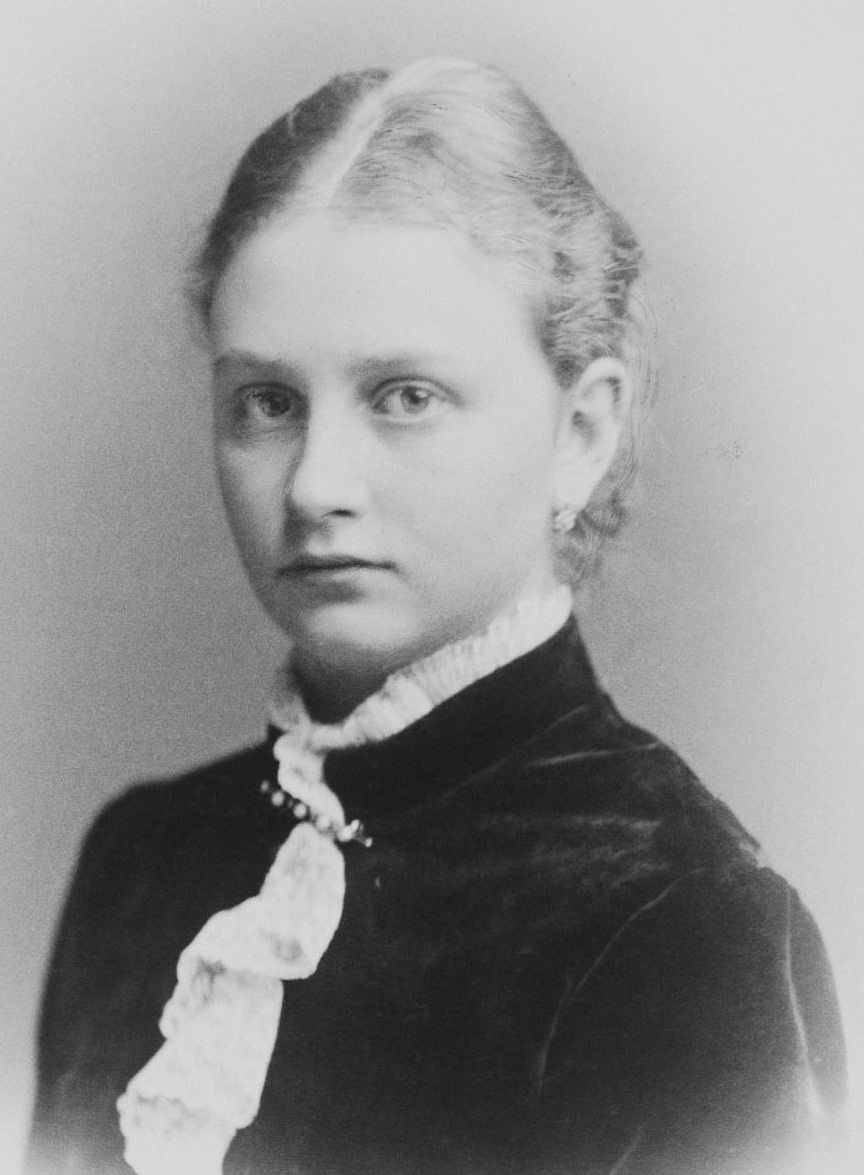
Maria Josepha als junges Mädchen (ca. 1883)
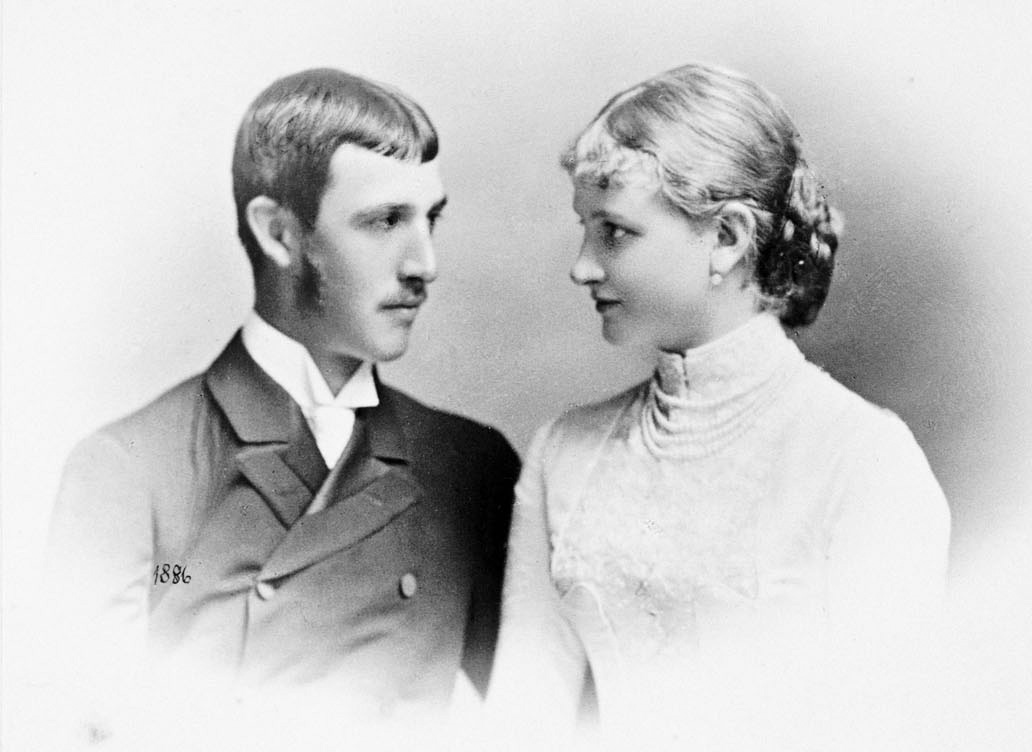
Mit ihrem Verlobten Erzherzog Otto von Österreich
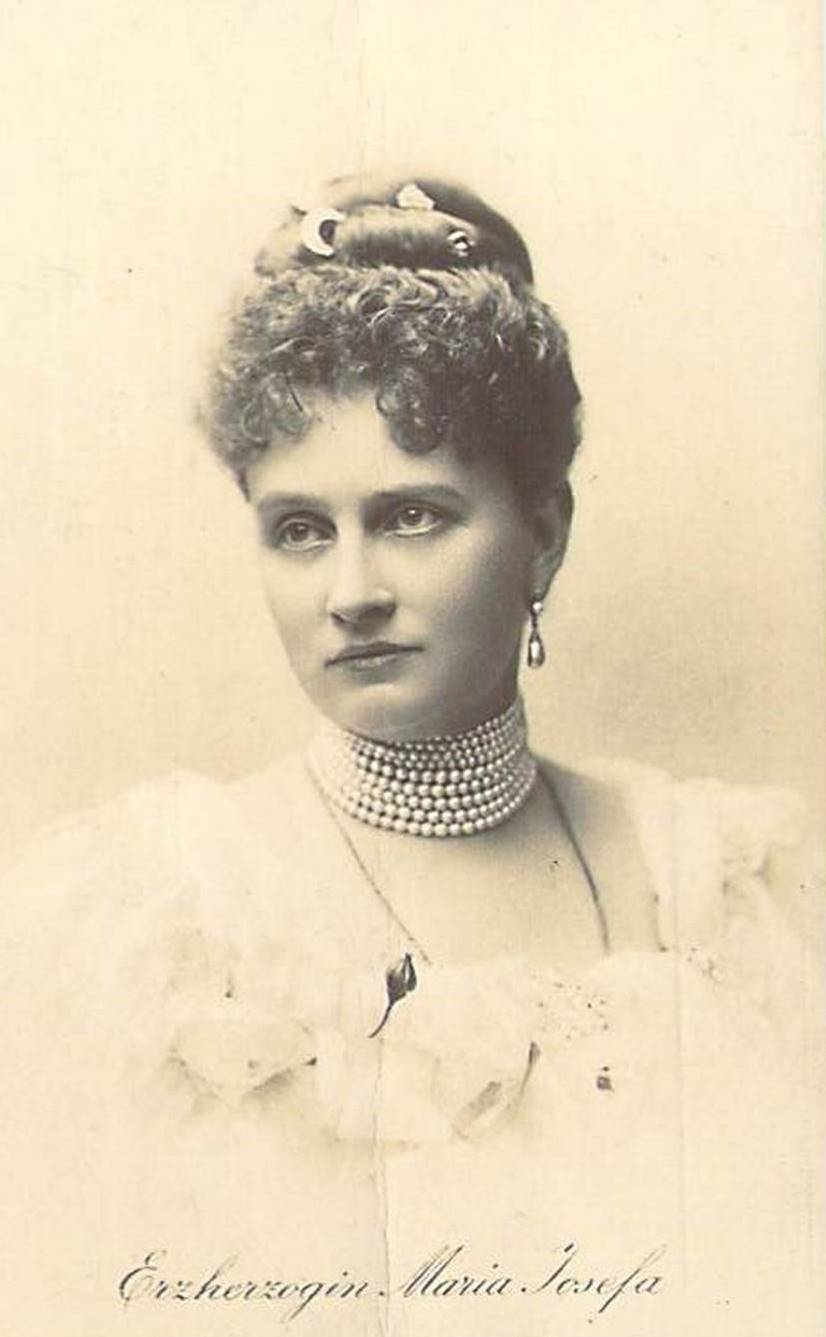
Porträt um 1900
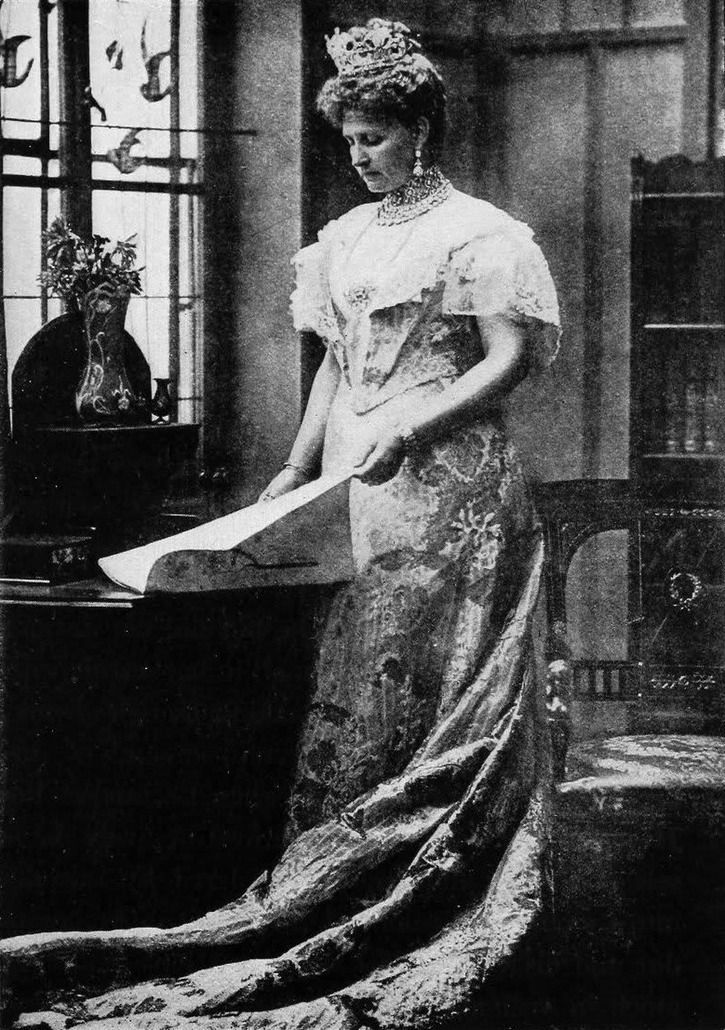
Maria Josepha mit Diadem (1910)
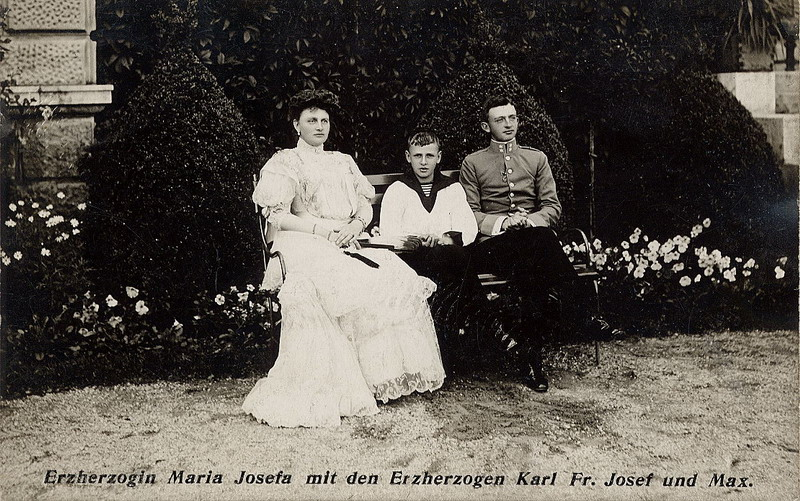
Maria Josepha mit ihren beiden Söhnen (1910)
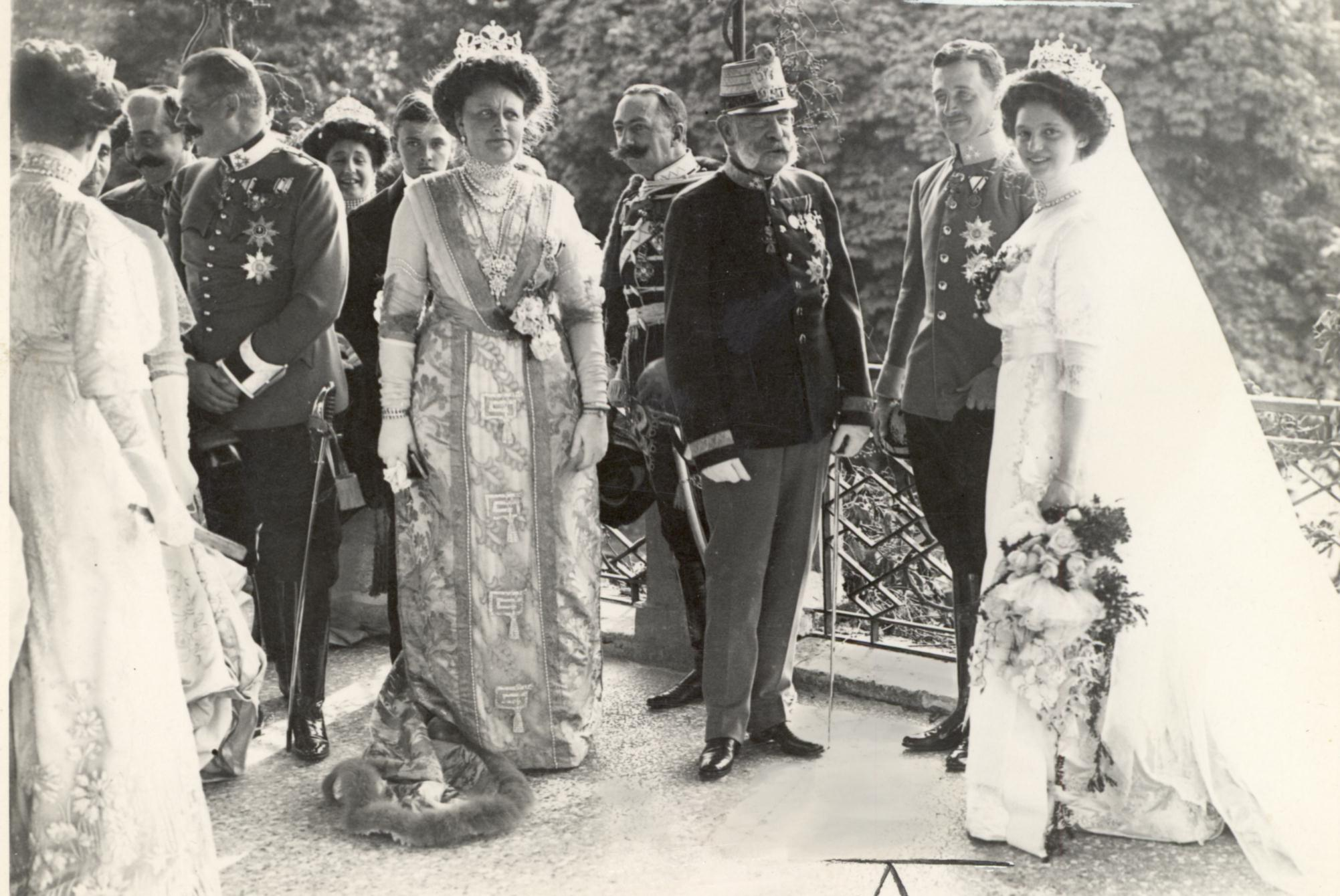
Maria Josepha (Mitte) zwischen Erzherzog Franz Ferdinand und Kaiser Franz Joseph I. bei der Hochzeit ihres Sohnes Karl mit Zita von Bourbon-Parma in Schwarzau (1911). Hinter ihr und dem Kaiser Don Jaime de Borbón.

## Nachkommen
- Karl I. (1887–1922), Kaiser von Österreich und König von Ungarn 1916–1918
- Maximilian Eugen (1895–1952), bis 1919 Erzherzog von Österreich

## Vorfahren
| Ahnentafel Maria Josepha von Sachsen  | Ahnentafel Maria Josepha von Sachsen                                                             | Ahnentafel Maria Josepha von Sachsen                                                    | Ahnentafel Maria Josepha von Sachsen                                                                     | Ahnentafel Maria Josepha von Sachsen                                              | Ahnentafel Maria Josepha von Sachsen                                                              | Ahnentafel Maria Josepha von Sachsen                                                          | Ahnentafel Maria Josepha von Sachsen                                                        | Ahnentafel Maria Josepha von Sachsen                                                        |
| ------------------------------------- | ------------------------------------------------------------------------------------------------ | --------------------------------------------------------------------------------------- | --- | --------------------------------------------------------------------------------- | ------------------------------------------------------------------------------------------------- | --------------------------------------------------------------------------------------------- | ------------------------------------------------------------------------------------------- | ------------------------------------------------------------------------------------------- |
| Ururgroßeltern                        | Kurfürst Friedrich Christian von Sachsen (1722–1763) ⚭ 1747 Maria Antonia von Bayern (1724–1780) | Herzog Ferdinand von Bourbon (1751–1802) ⚭ 1769 Maria Amalia von Österreich (1746–1804) | Friedrich Michael von Pfalz-Birkenfeld (1724–1767) ⚭ 1746 Maria Franziska von Pfalz-Sulzbach (1724–1794) | Karl Ludwig von Baden (1755–1801) ⚭ 1774 Amalie von Hessen-Darmstadt (1754–1832)  | Herzog Franz von Sachsen-Coburg-Saalfeld (1750–1806) ⚭ 1777 Auguste Reuß zu Ebersdorf (1757–1831) | Ferenc József Koháry (1767–1826) ⚭ 1792 Maria Antonia von Waldstein zu Wartenberg (1771–1854) | König Johann VI. (1767–1826) ⚭ 1785 Charlotte Joachime von Spanien (1775–1830)              | Kaiser Franz II. (1768–1835) ⚭ 1790 Maria Theresia von Neapel-Sizilien (1772–1807)          |
| Urgroßeltern                          | Maximilian von Sachsen (1759–1838) ⚭ 1792 Caroline von Bourbon-Parma (1770–1804)                 | Maximilian von Sachsen (1759–1838) ⚭ 1792 Caroline von Bourbon-Parma (1770–1804)        | König Maximilian I. Joseph (1756–1825) ⚭ 1797 Karoline von Baden (1776–1841)                             | König Maximilian I. Joseph (1756–1825) ⚭ 1797 Karoline von Baden (1776–1841)      | Ferdinand von Sachsen-Coburg-Saalfeld (1785–1851) ⚭ 1815 Maria von Koháry (1797–1862)             | Ferdinand von Sachsen-Coburg-Saalfeld (1785–1851) ⚭ 1815 Maria von Koháry (1797–1862)         | König Peter IV. von Portugal (1798–1834) ⚭ 1817 Maria Leopoldine von Österreich (1797–1826) | König Peter IV. von Portugal (1798–1834) ⚭ 1817 Maria Leopoldine von Österreich (1797–1826) |
| Großeltern                            | König Johann von Sachsen (1801–1873) ⚭ 1822 Amalie Auguste von Bayern (1801–1877)                | König Johann von Sachsen (1801–1873) ⚭ 1822 Amalie Auguste von Bayern (1801–1877)       | König Johann von Sachsen (1801–1873) ⚭ 1822 Amalie Auguste von Bayern (1801–1877)                        | König Johann von Sachsen (1801–1873) ⚭ 1822 Amalie Auguste von Bayern (1801–1877) | König Ferdinand II. von Portugal (1816–1885) ⚭ 1836 Maria II. von Portugal (1819–1853)            | König Ferdinand II. von Portugal (1816–1885) ⚭ 1836 Maria II. von Portugal (1819–1853)        | König Ferdinand II. von Portugal (1816–1885) ⚭ 1836 Maria II. von Portugal (1819–1853)      | König Ferdinand II. von Portugal (1816–1885) ⚭ 1836 Maria II. von Portugal (1819–1853)      |
| Eltern                                | König Georg von Sachsen (1832–1904) ⚭ 1859 Maria Anna von Portugal (1843–1884)                   | König Georg von Sachsen (1832–1904) ⚭ 1859 Maria Anna von Portugal (1843–1884)          | König Georg von Sachsen (1832–1904) ⚭ 1859 Maria Anna von Portugal (1843–1884)                           | König Georg von Sachsen (1832–1904) ⚭ 1859 Maria Anna von Portugal (1843–1884)    | König Georg von Sachsen (1832–1904) ⚭ 1859 Maria Anna von Portugal (1843–1884)                    | König Georg von Sachsen (1832–1904) ⚭ 1859 Maria Anna von Portugal (1843–1884)                | König Georg von Sachsen (1832–1904) ⚭ 1859 Maria Anna von Portugal (1843–1884)              | König Georg von Sachsen (1832–1904) ⚭ 1859 Maria Anna von Portugal (1843–1884)              |
| Maria Josepha von Sachsen (1867–1944) |                                                                                                  |                                                                                         | |                                                                                   |                                                                                                   |                                                                                               |                                                                                             |                                                                                             |

## Ehrungen
- Maria-Josepha-Turm auf dem Totenstein bei Chemnitz
- Von 1906 bis 1920 war der heutige Schweizergarten in Wien, damals eine neue Parkanlage, als Maria-Josepha-Park nach ihr benannt